# 우스튜르트고원

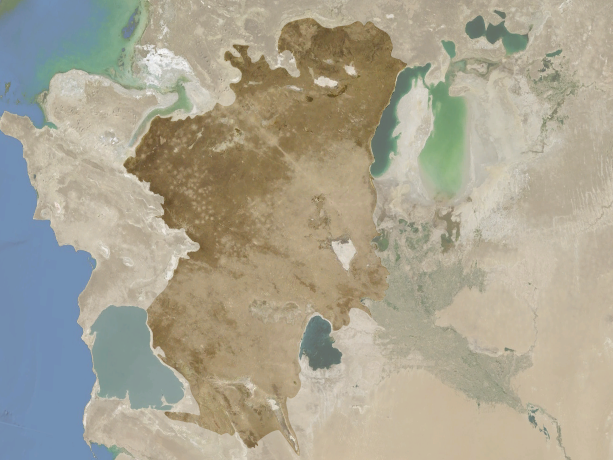
우스튜르트 고원 지도

우스튜르트 고원(Ustyurt (Ust-Yurt), 카자흐어: Үстірт, 우즈베크어: Ustyurt, 투르크멘어: Üstyurt)은 카자흐스탄, 우즈베키스탄, 투르크메니스탄의 국경에 걸친 사막형 대지(臺地)이다. 망기슐락 반도와 아랄해 사이에 위치하며, 카라칼팍인 등 준-유목민들이 양, 염소, 낙타 따위를 기르며 살아왔다. 카자흐스탄에서는 223,000 헥타르에 달하는 면적이 우스튜르트 자연보호구역으로 지정되어 있으며 셰트페(Шетпе) 인근의 셰르칼라 산(Шерқала)이 유명하다.

## 같이 보기
- 엠바강
- 자카스피주
- 화레즘